# Lippische Thonwarenfabrik
Die Lippische Thonwarenfabrik (offiziell Lippische Thonwarenfabrik von Reden & Cie., umgangssprachlich und im Folgenden Litho oder Lito genannt) war eine Keramikfabrik mit Sitz in Dörentrup. Sie wurde im Jahre 1897 auf dem Gelände des heutigen Landschaftsparks „Pottkuhle“ im Begatal gegründet und trug in den 1920er Jahren zur Industrialisierung Dörentrups bei. Die Lippische Thonwarenfabrik produzierte vor allem Ziegelsteine, Dachpfannen und Drainageröhren. Ihre Geschichte begann im eigenständigen Fürstentum Lippe, zog sich über die Weimarer Republik und die Zeit des Nationalsozialismus und endete schließlich in den 1970er Jahren der Bundesrepublik.

## Geschichte

### Von der Firmengründung bis 1933
Die treibenden Kräfte hinter der Gründung der Lippischen Thonwarenfabrik waren der jüdische Pferdehändler Isaak Hochfeld, geboren 1831 besaß er seit 1858 die Lemgoer Bürgerrechte und war ab 1886 Mitglied des Stadtverordneten-Kollegiums, sowie der Getreidehändler und Bankier Max Lenzberg, geboren 1860 einer jüdischen Bürgerfamilie entstammend. Sie kauften bereits vor der eigentlichen Firmengründung mehrere Parzellen in einer Gesamtgröße von 4 Hektar am südlichen Begaufer in Dörentrup und verschafften sich die Genehmigung zur Errichtung eines Feldbrandziegelofens. Im Herbst 1897 wurde mit dem Bau des zukünftigen Fabrikgebäudes begonnen sowie Verhandlungen für einen eigenen Gleisanschluss der Litho angestoßen.
Ende des Jahres 1897 wurde die Lippische Thonwarenfabrik von Reden & Cie. als Gesellschaft mit begrenzter Haftung gegründet. Neben Isaak Hochfeld und Max Lenzberg waren die weiteren Gesellschafter der Firma der Gutsbesitzer Heinrich Frevert aus Niedermeien, der Rittergutsbesitzer Ernst von Reden aus Wendlinghausen und der Amtsrichter Gustav Huxoll aus Lemgo. Jeder der Gesellschafter hielt 20 % des Stammkapitals von 200.000 Mark. Bei ihrer Gründung konnte die Litho als christlich-jüdisches Gemeinschaftsunternehmen klassifiziert werden. Isaak Hochfeld und Max Lenzberg wurden zu den ersten Geschäftsführern der Litho gewählt.
Zur Produktionsaufnahme im Sommer 1898 wurde ein 460 Zentner schwerer Dampfkessel angeschafft, ein Ringofen mit 18 Brennkammern errichtet und eine 1,5 Kilometer lange Feldbahn in die ans Fabrikgelände anschließende Tongrube „Bärenort“ verlegt. Der gesamte Baupreis der Litho betrug etwa 1.500.000 Mark.
Technische Schwierigkeiten mit dem Brennofen führen zunächst zu schwierigen Anfangsjahren der Litho. Noch dazu kamen ein ständiger Wechsel der Geschäftsführung sowie der Tod des Firmengründers Isaak Hochfeld am 27. Dezember 1903. Erst 1905 gelang es dem Ziegeleifachmann Wilhelm die Schwierigkeiten mit dem Brennofen zu beseitigen und die Firma in den Gewinnbereich zu führen. Im Jahre 1908 ging es der Firma bereits so gut, dass böhmische Wanderarbeiter angeheuert werden mussten, um die Auftragslast zu stemmen und mit dem Bau der, heute noch stehenden, Direktorenvilla begonnen werden konnte.
Den Ersten Weltkrieg überstand die Litho ohne größere Schwierigkeiten. Während dieser Zeit führte Max Lenzberg erneut die Geschäfte seiner Tonwarenfabrik. Mit einer Kampagne zur Wiedereingliederung von Veteranen des Ersten Weltkrieges in die Arbeitswelt trug die Litho dazu bei das Wanderarbeiterproblem zu lösen. Das auf dem Fabrikgelände befindliche Tonlager im Bärenort war bereits in den 1920er Jahren fast vollkommen erschöpft. Um die Rohstoffversorgung sicherzustellen, pachtete die Litho zunächst ein 20.000 m² (12 Scheffelsaat) großes Gelände im heutigen Landschaftspark Pottkuhle zur Austonung, mit einer Vertragsgültigkeit von 20 Jahren nach Beginn des Austonens. Die Verbindung des Fabrikgeländes mit der Tongrube Göttentrup in der Pottkuhle wurde über eine 2 Kilometer lange Drahtseilbahn hergestellt. Die Austonung der Grube Göttentrup begann im Jahre 1924. 1928 wurde die Tongrube Bärenort endgültig aufgegeben und aufgeforstet. Im Folgenden konnten die Umsätze erneut deutlich gesteigert werden.
| Geschäftsjahr | Angestellte | Arbeiter | Gehälter | Löhne   | Umsatz     |
| ------------- | ----------- | -------- | -------- | ------- | ---------- |
| 1919/20       | 3           | 104      | 10.370   | 103.082 | 2.265.923  |
| 1920/21       | 3           | 73       | 27.819   | 419.000 | 3.313.873  |
| 1921/22       | 3           | 106      | 77.008   | 730.414 | 40.929.793 |

Während der Wirtschaftskrise kam es jedoch bei der Litho zu seinem Umsatzeinbruch von 30 %, was zu einer Absatzkrise führte die erst 1933 überwunden werden konnte. In dieser Zeit erhielten ab 1930 Friedrich Kölling und Otto Depping die Prokura für den Betrieb.

### Die Zeit des Nationalsozialismus
Den großen Boykott jüdischer Geschäfte durch die Nationalsozialisten am 1. April 1933 überstand die Litho vollkommen ungestört. Auch am ersten Mai 1933, dem Tag der nationalen Arbeit beteiligte sich die Litho mit einem Wagen und wurde ohne Ressentiments im Bericht des nationalsozialistischen Lippischen Kuriers erwähnt. Einer Betriebsbesichtigung durch Vertreter der NSDAP kurz nach der Machtübernahme folgte ebenfalls ein positiver Bericht. Es wurde sogar dazu aufgerufen die Produkte der lippischen Firma zu kaufen, um die Arbeitslosigkeit zu bekämpfen, was im klaren Widerspruch zur nationalsozialistischen Kampagne „Deutsche kauft bei Deutschen“ stand.
Es ist hierbei anzunehmen, dass die Größe und wirtschaftliche Bedeutung der Litho für die Region Dörentrup in Zeiten grassierender Arbeitslosigkeit die Firma vor Repressalien schützte. So verzeichnete die Litho in den Jahren 1934 und 1935 eine Phase der wirtschaftlichen Entspannung. Es gelingt der Litho sogar noch 2 weitere Scheffelsaat zur Austonung bei der lippischen Landesregierung zu pachten.
Die Arisierung der Lippischen Thonwarenfabrik begann im Jahr 1936. Dabei führten die beiden leitenden Angestellten der Firma Otto Depping, geb. 27. Juni 1901 in Lemgo, und Friedrich Kölling, geb. 7. Juli 1884 in Hagen bei Lage, die Verhandlungen zum Kauf der Firma. Es war vorgesehen, wenn die Arisierung schon unumgänglich sei die Firma an die leitenden Angestellten zu übergeben. Diese baten hierbei die Deutsche Arbeitsfront ihnen bei der Kapitalbeschaffung beim Kauf der Firma zu helfen. Unterbunden wurde dieser Prozess von NSDAP-Kreisleiter Adolf Wedderwille, welcher die DAF anordnete keine Finanzmittel zuzusagen. Wedderwille handelte hierbei im Eigeninteresse, denn die anliegenden Dörentruper Sand- und Tonwerke unter der Leitung des Ortsgruppenführers Fritz-Joachim Müller hatten ebenfalls Interesse an einem Erwerb der Litho. Der Konzern mit einer 60-prozentigen Staatsbeteiligung beabsichtigte durch einen Kauf der Litho, deutlich unter dem eigentlichen Wert, den eigenen Wert und damit auch den Verkaufswert der Staatsanteile zu erhöhen. Druckmittel, um den Verkauf der Litho an die Dörentruper Sand- und Tonwerke zu forcieren, wurde die Tongrube Göttentrup, deren Ausbeutungsrechte die Litho nur bis zum Jahr 1940 besaß. Die Landesregierung unter Wedderwille setzte die Litho davon in Kenntnis, dass der Austonungsvertrag nach 1940 nicht verlängert werden sollte. Kurz darauf verstarb Max Lenzberg am 30. November 1936 im Alter von 76 Jahren.
Über Kontakte zum ehemaligen Gauschulungsleiter von Westfalen-Nord lernt Friedrich Kölling den Direktor der Sinalco in Detmold, Gustav Hardorp, kennen. Zusammen mit Theodor Heller von der Dortmunder Hansa-Brauerei bot Hardorp den beiden leitenden Angestellten Kölling und Depping die Geldmittel zum Erwerb der Litho an. Im Januar kommt es zum Treffen zwischen den Kaufinteressenten und den Vertretern der Besitzerfamilien der Litho. Hardorp führte von nun an die weiteren Verhandlungen und Schritte der Kaufinteressenten und versuchte die Rohstoffversorgung der Litho zu sichern. Kölling und Depping traten 1937 der NSDAP bei, um diesen Angriffspunkt auszuschalten. Am 2. Juli 1937 erwerben Kölling, Depping, Hardorp und Heller mit einem notariellen Kaufvertrag endgültig das Werk und die GmbH Anteile der Litho. Die Arisierung war damit abgeschlossen. Der Kaufpreis betrug hierbei 491.765 Mark und eine Nachzahlung von 26.672 Mark, sobald ein neuer Tonausbeutungsvertrag zustande kommen sollte.
Damit lag der Kaufpreis etwa 2 % unter dem geschätzten Wert der Litho anhand der Feuerversicherungssumme. Üblich für Verdrängungsprozesse ist eher ein Kauf 25 bis 40 % unter dem geschätzten Wert der Firma. Das Vorhaben der Landesregierung die Litho den Dörentruper Sand- und Tonwerken zuzuführen, um den Wert der Staatsanteile für den Verkauf zu steigern war damit gescheitert.
Jedoch kam es auch nach der Arisierung der Lippischen Thonwarenfabrik weiterhin zum Streit zwischen der Litho auf der einen und den Dörentruper Sand- und Tonwerken, unterstützt von der Lippischen Landesregierung, auf der anderen Seite. Ein Versuch der Litho im Gegenzug die Sand- und Tonwerke zu erwerben wurde abgelehnt. Im Geschäftsjahr 1938/39 stellte die Litho als Reaktion die Ausbeutung der Tongrube Göttentrup von Handbetrieb auf maschinellen Betrieb um und legte große Tonhalden auf dem Firmengelände an. 1940 wurde der Austonungsvertrag per Schnellbrief des Reichswirtschaftsministers, aufgrund der Kriegslage, um ein weiteres Jahr verlängert. Die Landesregierung Lippe versucht daraufhin mit einer einstweiligen Verfügung die Austonung der Tongrube Göttentrup sofort zu stoppen scheitert jedoch vor dem Landgericht Detmold und auch in der Berufung vor dem Oberlandesgericht Celle, welches der Litho sogar das Recht bestätigt bis zum Jahre 1944 rechtmäßig Ton in der Grube Göttentrup abbauen zu können, da die Austonung nachweislich erst im Jahr 1924 begann.
Als 1941 die meisten Arbeiter zur Wehrmacht einberufen wurden füllten 34 zugewiesene ukrainische Zivilarbeiterinnen, einige davon minderjährig, ihre Plätze. Durch die Arbeiterinnen konnte die Litho, bis auf eine Stilllegung im Winter 1941 während der gesamten Dauer des Zweiten Weltkriegs Ton abbauen und Ziegel bzw. Dachpfannen und Drainageröhren produzieren.

### Nach 1945
Die Litho überstand die Kriegszeit unbeschadet und wurde nach dem Kriegsende von der britischen Militärverwaltung beschlagnahmt. Als Syndikus für die Firma wurde Richard Boldt eingesetzt. Nach 1945 wurde die Produktion voll wiederaufgenommen und es war ein ständiger Aufwärtstrend der Firma zu verzeichnen. Rege Bauvorhaben der Nachkriegszeit hielten die Auftragsbücher voll. Anfang der 1950er Jahre kam es zu verschiedenen Prozessen über die Rückerstattung der Litho an die Erben der jüdischen Firmengründer. Der Antrag auf Rückerstattung ging am 29. Mai 1950 bei der Wiedergutmachungskammer des Landgerichts Detmold ein. Rückerstattungsansprüche stellten für die Familie Hochfeld Hans Hochfeld und der nunmehr in Chicago lebende Walter Lenzberg der auch am Verkauf der Firma beteiligt war. Die Besitzer der Firma sträubten sich gegen eine Rückerstattung, doch die Antragssteller konnten glaubhaft machen, dass ein Verkauf der Firma unter gewöhnlichen Umständen niemals zustande gekommen wäre. Damit ordnete das Landgericht im November 1950 die Rückerstattung der Firma an. Eine Beschwerde der Besitzer beim Oberlandesgericht in Hamm führte zu einer Neuverhandlung. Daraufhin prüfte das Board of Review das beim Landgericht gefällte Urteil kam am 25. Juli 1952 aber auch zu der Auffassung, dass die Rückerstattung rechtmäßig wäre. Damit erhielten die Familien Hochfeld und Lenzberg nach 15 Jahren ihre Fabrik, in gutem Zustand, zurück. Nach der Rückerstattung wurde Richard Boldt von Hans Hochfeld als neuer Geschäftsführer eingesetzt. Durch das Wirtschaftswunder und den „Grünen Plan“ der Bundesregierung zur Verbesserung der Agrarstruktur kann es auch bei der Lippischen Thonwarenfabrik zu einem wirtschaftlichen Aufschwung. Um die Auftragslage zu stemmen, mussten sogar italienische Gastarbeiter angeworben werden.
Ende der 1960er Jahre, einhergehend mit der ersten Rezession der Nachkriegszeit, kam es jedoch zu ersten Verlusten und dem wirtschaftlichen Niedergang der Litho. Veränderte Bautechniken und die Einführung neuer Baumaterialien machten der Keramikbranche zu schaffen, genauso wie eine einsetzende Flaute in der Baukonjunktur. So kam es, dass die Litho 1972 unmittelbar vor dem Ende des eigenständigen Bestehens stand und noch vor ihrem 75-jährigen Jubiläum in Konkurs gehen musste. Aufgekauft wurde die Litho für 500.000 Mark von den Dörentruper Sand- und Tonwerken, die das Werk 1979 im Rahmen einer Militärübung einebnen ließen.